# Altes Zollhaus, Staatsgrenze West
Altes Zollhaus, Staatsgrenze West ist ein Roman von Jochen Schimmang, der 2017 in der Edition Nautilus erschien. Darin wird geschildert, wie ein ehemaliger Politik-Berater sich von den Menschen zurückzieht und dann doch wieder Kontakte aufnimmt.

## Inhalt
Der Roman beginnt mit dem Satz: „Jetzt habe ich es geschafft; jetzt bin ich der alte Spinner vom Zollhaus“. Der Ich-Erzähler Gregor Korff war bereits Hauptfigur im Schimmang-Roman Das Beste, was wir hatten. Darin ist er ein Bonner Politik-Berater, der direkt vor der Wiedervereinigung gehen musste, weil seine Geliebte Sonja als Stasi-Agentin enttarnt war und untertauchte. In Altes Zollhaus, Staatsgrenze West ist er 70 Jahre alt und zu Geld gekommen, weil er die Spionage-Episode von einem Ghostwriter zum erfolgreiche Thriller Das Sonja-Komplott hat verwerten lassen. Dieser Buchtitel taucht bereits in einem weiteren Schimmang-Roman auf: Neue Mitte, der vor Altes Zollhaus, Staatsgrenze West erschien, in dem Korff aber bereits verstorben ist.
Korff hat sich ein ehemaliges Zollhaus an der niederländischen Grenze gekauft, in dem er zurückgezogen lebt. Nur ein ehemaliger Zöllner ist lange Zeit sein einziger Kontakt. Dann lernt er einen enttarnten Doppelagenten aus Zeiten der alten Bundesrepublik und der DDR kennen, der sich wenige Meter hinter der Grenze ein Haus gekauft hat. Zwei hungrige und müde serbische Kinder auf dem Weg nach Amsterdam finden bei ihm Verköstigung und Quartier für eine Nacht. Nach einem Kinobesuch in einer nahen niederrheinischen Kleinstadt lernt er Uma und Hanno, zwei junge Leute, kennen. Hanno hat, wie Korff, über Carl Schmitt geforscht, das Thema wird zwischen ihnen aber bewusst ausgespart. Uma schreibt an einer Doktorarbeit mit dem Thema Ästhetik des Verrats, darum unterhält sie sich gern mit dem „Landesverräter“, der auf der anderen Seite der Grenze wohnt. Außerdem bekommt Korff einen letzten Besuch von einem alten Fußballfreund aus Berliner Studientagen, der es zum Philosophieprofessor in Frankfurt gebracht hat. Wenige Monate später muss er nach Frankfurt zur Trauerfeier für den alten Freund reisen. Außerdem besucht ihn ein pensionierter Bankmanager, den er in Ostende kennengelernt hatte und der inzwischen sein Finanzberater ist.
Die ereignisarme Romanhandlung wird durch Berichte von Träumen unterbrochen, die selten länger als eine Seite sind. In ihnen geht es wiederholt um die bundesrepublikanische Politik- und Gesellschaftsgeschichte, darunter auch den Deutschen Herbst. 
Zum Schluss reist Korff, offenbar für längere Zeit, nach Amsterdam, um die serbischen Kinder zu besuchen, die dort bei einem wohlhabenden Onkel gut angekommen sind. Das alte Zollhaus überlässt er der Obhut seiner Freunde.

## Rezeption

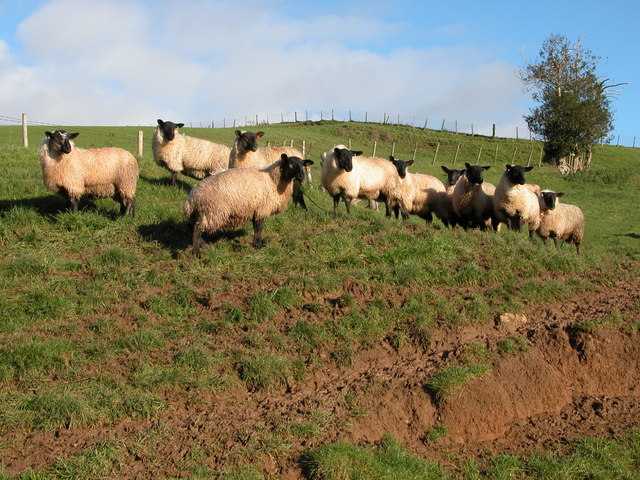
Suffolkschafe, sie bringen einen Bänker zum Weinen

Rezensent Detlef Kuhlbrodt (die tageszeitung) freut sich an der schönen Komposition und der „Meldoie“ des Buches, die das Lesen zu einer großen Freude mache. Die Traumbreichte seien „surrealistische Kunstwerke“. Als Beispiel nennt Kuhlbrodt den Traum, in dem Korff im „ICE 317 Uwe Barschel“ von Kiel nach Genf fährt.
Rezensentin Kathrin Hillgruber (Tagesspiegel) verweist auf den ersten Korff-Roman, Das Beste, was wir hatten. Darin hätte Schimmang Korff von außen beobachtet, nun erkunde er dessen Seelenleben aus der Ich-Perspektive. Das verleihe dem neuen Buch einen wärmeren, versöhnlichen und gelegentlich sentimentalen Ton – etwa wenn plötzlich eine Schafherde hinter dem Zollhaus grast, deren Anblick dem befreundeten Bänker unerwartete Tränen der Rührung in die Augen treibt.
Für Burkhard Müller (Süddeutsche Zeitung) dagegen trennt einen Roman, der Bänker über Schafe weinen und solche Ergriffenheit kommentarlos im Raum stehen lässt, „nur Haaresbreite vom Kitsch.“ Ansonsten atme das Buch die Leichtigkeit und Gelassenheit eines Alterswerks, das sich nicht mehr so wichtig nimmt. Das gebe ihm einen angenehmen, heiteren Ton.